# Пітер Чон Сун Тхек
Пітер Чон Сун Тхек (кор. 정순택; нар. 5 серпня 1961, Тегу, Південна Корея) — корейський прелат, кармеліт. Титулярний єпископ Тамазукі та допоміжний єпископ Сеула з 30 грудня 2013 по 28 жовтня 2021. Архієпископ Сеула з 28 жовтня 2021. Апостольський адміністратор єпархії Пхеньяна з 28 жовтня 2021.